# Associazione Sportiva Roma 2012-2013
Questa voce raccoglie le informazioni riguardanti l'Associazione Sportiva Roma nelle competizioni ufficiali della stagione 2012-2013.

## Stagione
La stagione 2012-2013 è l'80ª stagione in Serie A della Roma e la 84ª nel campionato di massima serie italiano.
Il primo impegno di campionato per la Roma finisce 2-2 contro il Catania con gli ospiti che vanno in vantaggio al 29' con Marchese. Pareggia con un gol in rovesciata Osvaldo al 59', ma dopo 10 minuti tornano in vantaggio i rosso-azzurri con Gómez. Nei minuti di recupero Nicolás López pareggia nuovamente, segnando all'esordio. Nella seconda giornata allo Stadio Giuseppe Meazza, la Roma affronta l'Inter e vince per 3-1 grazie alle reti di Florenzi, Osvaldo e Marquinho. Il 23 settembre in vantaggio di 2 reti a 0 contro il Bologna, si fa rimontare e perde per 2-3 in casa. Una settimana più tardi vince a tavolino contro il Cagliari, dopo che la partita non è stata disputata per problemi di ordine pubblico. Dopo la vittoria a tavolino a Cagliari, nelle successive 3 partite la Roma conquista 1 vittoria contro l'Atalanta (2-0), 1 pareggio contro la Sampdoria (1-1) e una sconfitta contro la Juventus (4-1). Il 21 ottobre allo Stadio Marassi contro il Genoa sotto di due reti, riesce a vincere per 4-2 grazie alle reti di Totti, Lamela e una doppietta di Osvaldo. Intanto in Coppa Italia, l'unica competizione che gioca la Roma oltre al campionato, riesce a passare gli ottavi di finale vincendo contro l'Atalanta per 3-0, e i quarti di finale riuscendo a vincere contro la Fiorentina (0-1) ai tempi supplementari grazie a un gol di Mattia Destro.

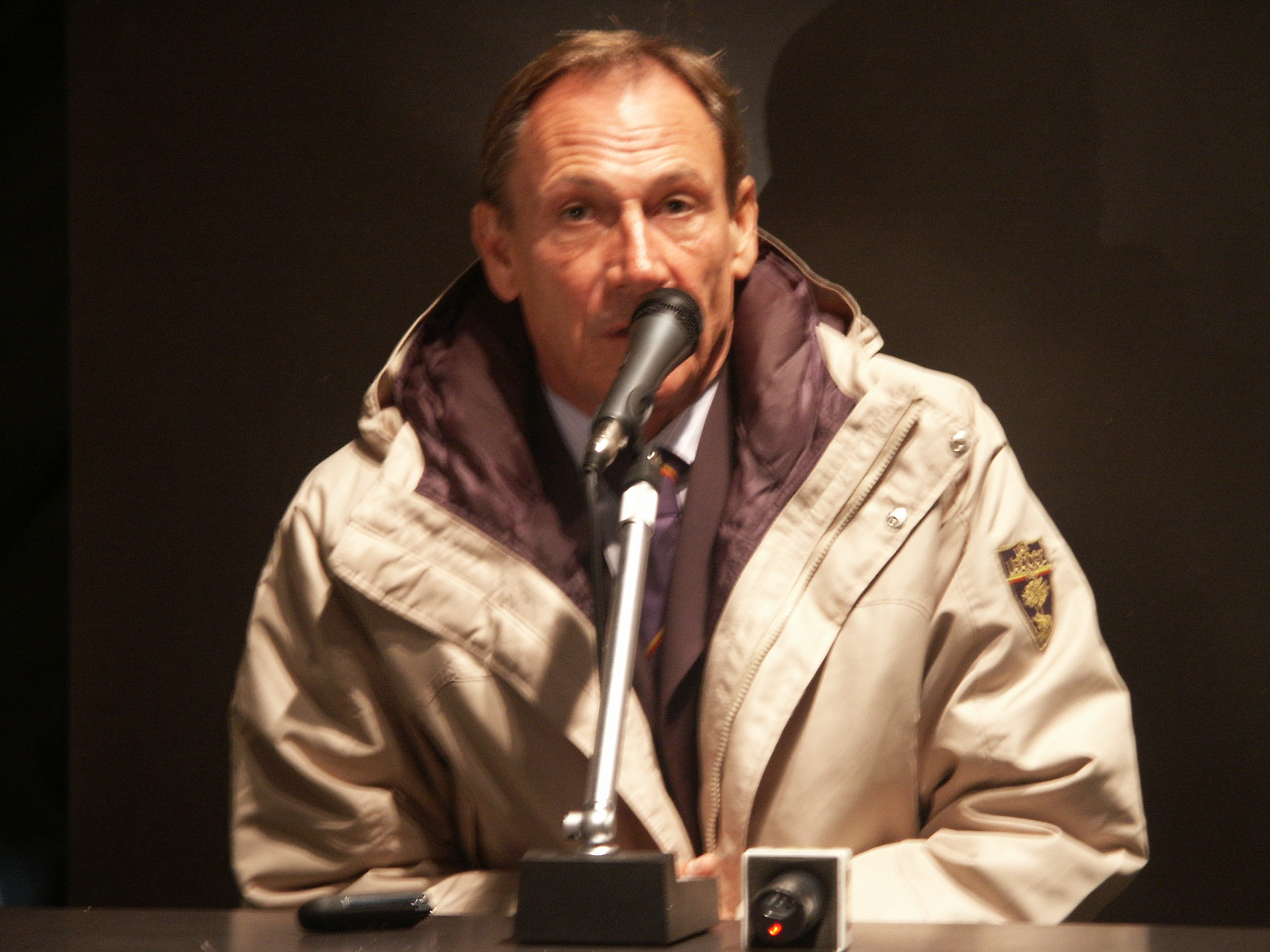
Il tecnico boemo Zdeněk Zeman, reduce dalla vittoria del campionato cadetto col Pescara, ritorna a sedersi sulla panchina della Roma a distanza di 13 anni dalla precedente esperienza in giallorosso.

Dopo la vittoria in rimonta contro il Genoa la squadra di Zeman sembra in netta ripresa per tornare a sperare nella qualificazione in Champions League, lo testimoniano vittorie come quelle contro Fiorentina e Milan, entrambe terminate 4-2 a favore della squadra capitolina. Ciò nonostante arrivano sconfitte nel derby contro la Lazio (3-2), contro il Napoli (4-1), contro il Chievo (1-0) e contro Udinese e Parma, entrambe terminate 3-2, in rimonta.
Dopo questo periodo che sembra poter rimettere la squadra in corsa per il 3º posto, il girone di ritorno comincia molto male, infatti nelle prime 4 partite la squadra romana conquista solo 2 punti contro Inter (1-1) e Bologna (3-3) e 2 sconfitte contro Catania (1-0) e Cagliari (2-4). Questi scarsi risultati portano la squadra di Zeman all'8º posto in classifica con 34 punti. Il 2 febbraio 2013 la società, visti gli scarsi risultati della Roma, decide di esonerare l'allenatore boemo che viene sostituito da Aurelio Andreazzoli, che era stato il vice di Luciano Spalletti dal 2005 al 2009.
La situazione continua a peggiorare anche dopo la prima partita da tecnico di Andrezzoli persa contro la Sampdoria (3-1), con Osvaldo che sbaglia un rigore (il giocatore sarà molto contestato dai tifosi in quanto considerato "usurpatore" del rigorista ufficiale della squadra, Totti). Questa sconfitta costa alla squadra capitolina la perdita di un'altra posizione in classifica per mano dell'Udinese, che invece trionfa contro il Torino 1-0, scendendo così al 9º posto in classifica a 10 punti dal 3º posto e a 6 punti dal 5º posto, che permette l'accesso ai preliminari dell'Europa League. La gara successiva il 16 febbraio arriva la prima vittoria della gestione Andreazzoli e del 2013, contro la Juventus prima in classifica (1-0), grazie a un gol di Francesco Totti; con questa vittoria la Roma ritorna a battere la Juventus dopo 3 anni (l'ultima vittoria risaliva al 2010, quando finì 2-1 per i giallorossi). Arrivano altre due vittorie di fila, sotto la neve a Bergamo contro l'Atalanta per 2-3 (goal di Marquinho, Miralem Pjanić e Vasilīs Torosidīs), e contro il Genoa per 3-1.

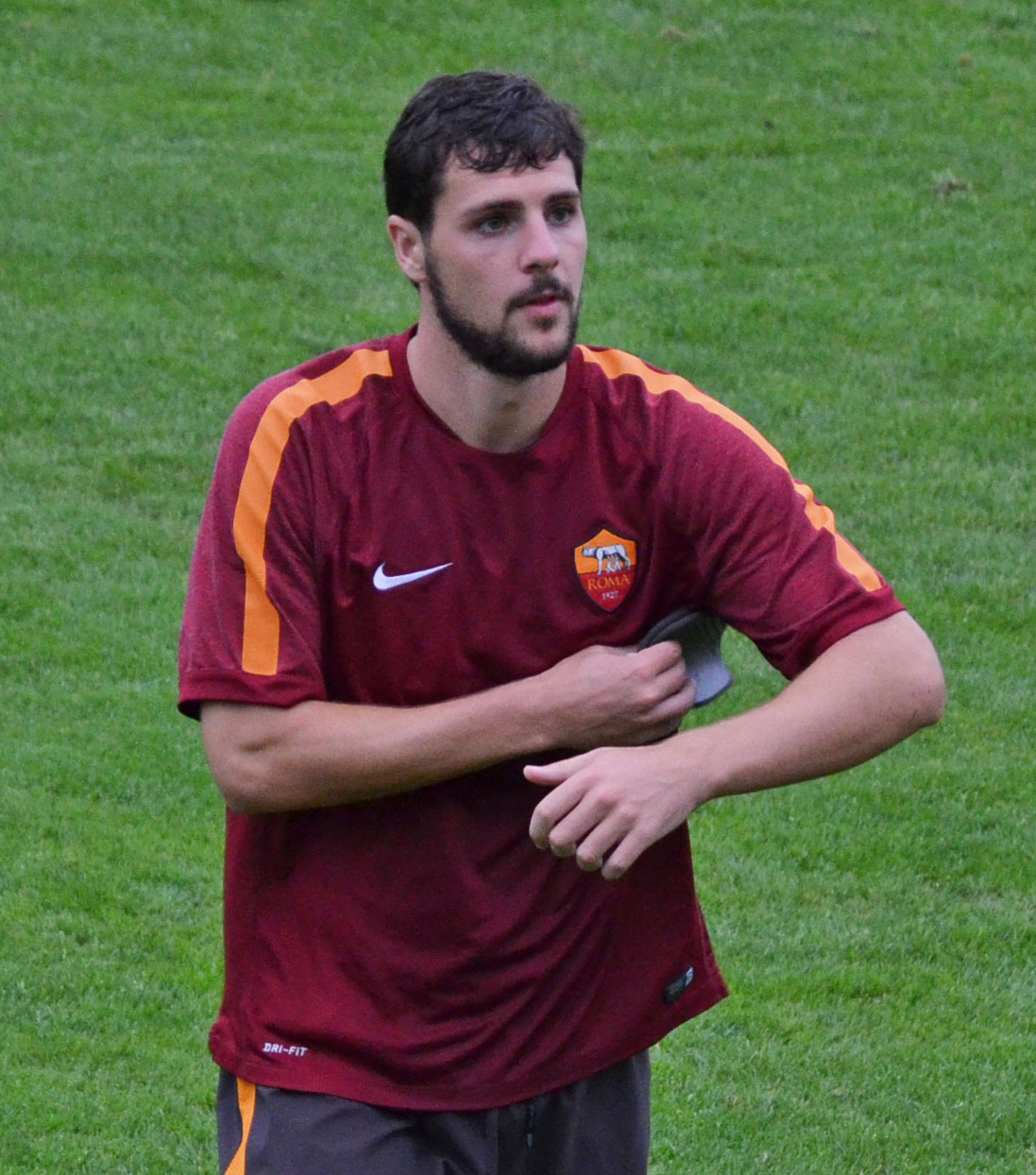
Il neoacquisto Mattia Destro, capocannoniere della Coppa Italia 2012-2013 con 5 gol.

In questa partita Totti segna su rigore il 225º goal in Serie A, raggiungendo Gunnar Nordahl al secondo posto della classifica dei marcatori della Serie A. Gli altri goal sono del giovane Alessio Romagnoli e di Simone Perrotta. Si ha poi, dopo le insoddisfacenti prestazioni di Udine e di Palermo che portano rispettivamente a un pareggio e a una sconfitta i giallorossi, intercalate comunque dalla vittoria in casa per 2-0 sul Parma, il pareggio nel derby con i cugini laziali (risultato che non si registrava dall'aprile 2007 quando la partita terminò per 0-0). Continua poi la striscia positiva del girone di ritorno con la vittoria per 2-1 a Torino con i granata, il pessimo pareggio in casa con il Pescara e lo splendido poker all'Olimpico sul Siena con 3 reti di Osvaldo e 1 di Lamela che raggiungono entrambi quota 15 in campionato.
Il 18 aprile, inoltre, la formazione capitolina, forte del successo a fine gennaio per 2-1 in casa, giocano la semifinale di ritorno di Coppa Italia con l'Inter di Stramaccioni, imponendosi, dopo un primo tempo blando, per 3-2 e conquistandosi la finale il 26 maggio alle ore 18 proprio contro i cugini laziali; la vittoria è soprattutto merito della doppietta di Mattia Destro, che si conferma capocannoniere della competizione con cinque reti in quattro partite. La formazione capitolina si porta poi a -3 punti dal quarto posto e quindi dall'Europa sicura con la difficile vittoria al 92' al Franchi contro la Fiorentina grazie allo stacco di testa di Osvaldo, che raggiunge quota 4 gol in 2 partite. La formazione capitolina però spreca tutto perdendo contro il Chievo, che così mantiene la partecipazione in Serie A, e pareggiando con il Milan: in entrambe le partite la prestazione offerta è mediocre. La formazione giallorossa conclude la propria stagione battendo 2-1 il Napoli: di Marquinho e di Mattia Destro (sesta rete stagionale per lui) i gol. La posizione finale della Roma in campionato è il 6º posto con 62 punti, un punto sopra ai rivali della Lazio, i quali tuttavia sconfiggono i giallorossi per 1-0 nella finale di Coppa Italia, impedendo così alla Lupa di qualificarsi per l'Europa League.

## Divise e sponsor
Lo sponsor tecnico è Kappa, mentre lo sponsor ufficiale è Wind. La prima divisa è costituita da maglia rossa con bordi manica e colletto gialli, pantaloncini bianchi e calzettoni rossi bordati di giallo. In trasferta i Lupi usano una costituita da maglia bianca il "lupetto" di Piero Gratton al posto dello stemma societario con bordi manica e colletto giallorossi, pantaloncini bianchi, calzettoni bianchi. La terza divisa è una versione con il nero al posto del bianco della away. I portieri usano tre divise: una nera, una verde, una grigia, tutte con dettagli giallorossi.
| Casa | Trasferta | Terza | 1ª Portiere | 2ª Portiere | 3ª Portiere |

## Organigramma societario
Di seguito l'organigramma societario.
Area direttiva
- Presidente: James Pallotta
- Vice Presidenti: Roberto Cappelli, Joseph Tacopina
- Comitato esecutivo: Paolo Fiorentino, James Pallotta, Mark Pannes
- Amministratore delegato: Mark Pannes
- Direttore generale: Franco Baldini
- Direttore sportivo: Walter Sabatini

Area tecnica
- Allenatore: Zdeněk Zeman poi Aurelio Andreazzoli
- Allenatore in seconda: Vincenzo Cangelosi poi Roberto Muzzi
- Collaboratori tecnici: Giacomo Modica, Aurelio Andreazzoli (Fino al 2/2/2013)
- Preparatori atletici: Roberto Ferola (Fino al 2/2/2013), Vito Scala
- Preparatore dei portieri: Guido Nanni
- Team manager: Salvatore Scaglia

Area sanitaria
- Coordinatore dello staff sanitario: Michele Gemignani
- Responsabile dello staff sanitario: Francesco Colautti
- Medico sociale della prima squadra: Alessandro Fioretti
- Recupero degli infortunati: Luca Franceschi, Francesco Chinnici
- Fisioterapisti: Alessandro Cardini, Marco Ferrelli, Valerio Flammini, Umberto Mei, Damiano Stefanini

## Rosa
Di seguito la rosa.
| N. |                                 | Ruolo | Calciatore                       |
| -- | ------------------------------- | ----- | -------------------------------- |
| 1  | Romania (bandiera)              | P     | Bogdan Lobonț                    |
| 3  | Brasile (bandiera)              | D     | Marquinhos                       |
| 4  | Stati Uniti (bandiera)          | C     | Michael Bradley                  |
| 5  | Brasile (bandiera)              | D     | Leandro Castán                   |
| 7  | Brasile (bandiera)              | C     | Marquinho                        |
| 8  | Argentina (bandiera)            | A     | Erik Lamela                      |
| 9  | Italia (bandiera)               | A     | Pablo Osvaldo                    |
| 10 | Italia (bandiera)               | A     | Francesco Totti (capitano)       |
| 11 | Brasile (bandiera)              | C     | Rodrigo Taddei                   |
| 13 | Uruguay (bandiera)              | P     | Mauro Goicoechea                 |
| 15 | Bosnia ed Erzegovina (bandiera) | C     | Miralem Pjanić                   |
| 16 | Italia (bandiera)               | C     | Daniele De Rossi (vice capitano) |
| 17 | Uruguay (bandiera)              | A     | Nico Lopez                       |
| 19 | Italia (bandiera)               | D     | Luca Antei                       |
| 20 | Italia (bandiera)               | C     | Simone Perrotta                  |

| N. |                           | Ruolo | Calciatore            |
| -- | ------------------------- | ----- | --------------------- |
| 22 | Italia (bandiera)         | A     | Mattia Destro         |
| 23 | Paraguay (bandiera)       | D     | Iván Piris            |
| 24 | Paesi Bassi (bandiera)    | P     | Maarten Stekelenburg  |
| 26 | Costa d'Avorio (bandiera) | A     | Gadji Tallo           |
| 27 | Brasile (bandiera)        | D     | Dodô                  |
| 29 | Argentina (bandiera)      | D     | Nicolás Burdisso      |
| 35 | Grecia (bandiera)         | D     | Vasilīs Torosidīs     |
| 42 | Italia (bandiera)         | D     | Federico Balzaretti   |
| 43 | Francia (bandiera)        | D     | Loïc Nego             |
| 46 | Italia (bandiera)         | D     | Alessio Romagnoli     |
| 47 | Brasile (bandiera)        | C     | Jonatan Lucca         |
| 48 | Italia (bandiera)         | C     | Alessandro Florenzi   |
| 55 | Lituania (bandiera)       | P     | Tomas Švedkauskas     |
| 77 | Grecia (bandiera)         | C     | Panagiōtīs Tachtsidīs |

## Calciomercato
Di seguito il calciomercato.

### Sessione estiva(dall'1/7 al 31/8)
Il secondo anno della Roma targata USA sul mercato parte con l'addio del tecnico Luis Enrique, sostituito dal ceco Zdeněk Zeman.
Partono Juan, José Ángel, Gianluca Curci, Fábio Simplício, Leandro Greco e Cicinho. Inoltre viene ceduto al Liverpool l'attaccante Fabio Borini.
Mattia Destro diventa invece giallorosso: il cartellino è per metà del Genoa e metà del Siena. Inoltre arrivano il mediano greco Panagiōtīs Tachtsidīs, il centrocampista statunitense Michael Bradley e i brasiliani Dodò, Castán e Marquinhos (in prestito con diritto di riscatto); viene inoltre riscattato Alessandro Florenzi. Completano la squadra il paraguaiano Iván Piris e Federico Balzaretti dal Palermo. Il 7 agosto la Roma e Aleandro Rosi decidono in modo consensuale di rescindere il contratto, e due giorni dopo anche David Pizarro rescinde il suo contratto. Il 10 agosto rescinde il contratto anche Gabriel Heinze dopo solo un anno in maglia giallorossa. Il 29 agosto viene ceduto a titolo temporaneo l'attaccante ex-Barcellona Bojan Krkić al Milan.
| Acquisti | Acquisti              | Acquisti           | Acquisti                       |
| R.       | Nome                  | da                 | Modalità                       |
| -------- | --------------------- | ------------------ | ------------------------------ |
| P        | Mauro Goicoechea      | Danubio            | prestito (0,1 mln €)           |
| P        | Júlio Sérgio          | Lecce              | fine prestito                  |
| P        | Alex Pena             | Dinamo Bucarest    | fine prestito                  |
| P        | Tomas Švedkauskas     | Sūduva             | definitivo (0,250 milioni €)   |
| D        | Vitorino Antunes      | Paniōnios          | fine prestito                  |
| D        | Federico Balzaretti   | Palermo            | definitivo (4,5 milioni €)     |
| D        | Leandro Castán        | Corinthians        | definitivo (5 milioni €)       |
| D        | Dodò                  | Corinthians        | svincolato                     |
| D        | Paolo Frascatore      | Benevento          | prestito                       |
| D        | Alessandro Malomo     | AlbinoLeffe        | partecipazione (0,1 milioni €) |
| D        | Marquinhos            | Corinthians        | prestito (1,5 milioni €)       |
| D        | Sebastian Mladen      | Chindia Târgoviște | prestito                       |
| D        | Iván Piris            | San Paolo          | prestito (1 milione €)         |
| C        | Andrea Bertolacci     | Lecce              | fine prestito                  |
| C        | Michael Bradley       | Chievo             | definitivo (3,750 milioni €)   |
| C        | Matteo Brighi         | Atalanta           | fine prestito                  |
| C        | Marco D'Alessandro    | Verona             | prestito                       |
| C        | Alessandro Florenzi   | Crotone            | definitivo (1,250 milioni €)   |
| C        | Stefano Guberti       | Torino             | fine prestito                  |
| C        | Jonatan Lucca         | Internacional      | definitivo (0,7 milioni €)     |
| C        | Marquinho             | Fluminense         | riscatto (3,5 milioni €)       |
| C        | David Pizarro         | Manchester City    | fine prestito                  |
| C        | Adrian Stoian         | Bari               | riscatto (1 milione €)         |
| C        | Panagiōtīs Tachtsidīs | Genoa              | partecipazione (2,5 milione €) |
| A        | Fabio Borini          | Parma              | definitivo (5,3 milioni €)     |
| A        | Marco Borriello       | Juventus           | fine prestito                  |
| A        | Mattia Destro         | Genoa              | prestito (11,5 milioni €)      |
| A        | Stefano Okaka         | Parma              | fine prestito                  |
| A        | Gadji Tallo           | Chievo             | riscatto (1,0 milione €)       |

| Cessioni | Cessioni             | Cessioni          | Cessioni                       |
| R.       | Nome                 | a                 | Modalità                       |
| -------- | -------------------- | ----------------- | ------------------------------ |
| P        | Gianluca Curci       | Bologna           | prestito                       |
| P        | Alex Pena            | Bari              | definitivo                     |
| P        | Mirko Pigliacelli    | Parma             | definitivo                     |
| D        | Vitorino Antunes     | Paços Ferreira    | svincolato                     |
| D        | Marco Cassetti       | Udinese           | svincolato                     |
| D        | Alessandro Crescenzi | Pescara           | prestito (0,2 milioni €)       |
| D        | Cicinho              | Sport Recife      | svincolato                     |
| D        | Paolo Frascatore     | Sassuolo          | prestito                       |
| D        | Gabriel Heinze       | Newell's Old Boys | svincolato                     |
| D        | José Ángel           | Real Sociedad     | prestito                       |
| D        | Juan                 | Internacional     | svincolato                     |
| D        | Alessandro Malomo    | Prato             | prestito                       |
| D        | Simon Kjær           | Wolfsburg         | fine prestito                  |
| D        | Sebastian Mladen     | Viitorul Costanza | prestito                       |
| D        | Aleandro Rosi        | Parma             | svincolato                     |
| C        | Ahmed Barusso        | Genoa             | svincolato                     |
| C        | Andrea Bertolacci    | Genoa             | partecipazione (1,2 milioni €) |
| C        | Matteo Brighi        | Torino            | prestito                       |
| C        | Marco D'Alessandro   | Cesena            | prestito                       |
| C        | Fernando Gago        | Real Madrid       | fine prestito                  |
| C        | Leandro Greco        | Olympiacos        | definitivo (0,850 milioni €)   |
| C        | Stefano Pettinari    | Crotone           | partecipazione                 |
| C        | David Pizarro        | Fiorentina        | svincolato                     |
| C        | Fábio Simplício      | Cerezo Osaka      | svincolato                     |
| C        | Adrian Stoian        | Chievo            | partecipazione                 |
| C        | Valerio Verre        | Genoa             | partecipazione (1,5 milioni €) |
| C        | Federico Viviani     | Padova            | prestito                       |
| A        | Mattia Montini       | Benevento         | partecipazione                 |
| A        | Fabio Borini         | Liverpool         | definitivo (13,3 milioni €)    |
| A        | Marco Borriello      | Genoa             | prestito (0,250 milioni €)     |
| A        | Gianluca Caprari     | Pescara           | partecipazione (1,2 milioni €) |
| A        | Stefano Okaka        | Parma             | definitivo                     |
| A        | Giammario Piscitella | Genoa             | partecipazione (1,5 milioni €) |
| A        | Bojan Krkić          | Milan             | prestito (0,250 milioni €)     |

### Sessione invernale(dal 3/1 al 31/1)
| Acquisti | Acquisti          | Acquisti    | Acquisti                        |
| R.       | Nome              | da          | Modalità                        |
| -------- | ----------------- | ----------- | ------------------------------- |
| D        | Marquinhos        | Corinthians | riscatto prestito (3 milioni €) |
| D        | Vasilīs Torosidīs | Olympiacos  | definitivo (0,4 milioni €)      |

| Cessioni | Cessioni             | Cessioni       | Cessioni |
| R.       | Nome                 | a              | Modalità |
| -------- | -------------------- | -------------- | -------- |
| D        | Luca Antei           | Sassuolo       | prestito |
| D        | Alessandro Crescenzi | Novara         | prestito |
| D        | Loïc Nego            | Standard Liegi | prestito |
| A        | Filippo Scardina     | Poggibonsi     | prestito |
| A        | Gadji Tallo          | Bari           | prestito |

## Risultati

### Serie A

#### Girone di andata
| Arbitro: | De Marco (Chiavari) |

|                            |           |                        |
| Osvaldo 59’ N. López 90+1’ | Marcatori | 29’ Marchese 69’ Gómez |

| Arbitro: | Bergonzi (Genova) |

|               |           |                                        |
| Cassano 45+1’ | Marcatori | 15’ Florenzi 67’ Osvaldo 81’ Marquinho |

| Arbitro: | Guida (Torre Annunziata) |

|                        |           |                                 |
| Florenzi 6’ Lamela 16’ | Marcatori | 72’, 90’ Gilardino 73’ Diamanti |

| Quartu Sant'Elena 23 settembre 2012, ore 15:00 CEST 4ª giornata | Cagliari            | 0 – 3 (tav) referto | Roma | Stadio Is Arenas\| Arbitro: \| Giannoccaro (Lecce) \| |
| Arbitro:                                                        | Giannoccaro (Lecce) |                     |      |                                                       |

| Arbitro: | Mazzoleni (Bergamo) |

|           |           |            |
| Totti 34’ | Marcatori | 61’ Munari |

| Arbitro: | Rizzoli (Bologna) |

|                                                   |           |                    |
| Pirlo 11’ Vidal 16’ (rig.) Matri 18’ Giovinco 90’ | Marcatori | 68’ (rig.) Osvaldo |

| Arbitro: | Banti (Livorno) |

|                        |           |  |
| Lamela 30’ Bradley 62’ | Marcatori |  |

| Arbitro: | Orsato (Schio) |

|                       |           |                                       |
| Kucka 7’ Janković 15’ | Marcatori | 27’ Totti 44’, 55’ Osvaldo 83’ Lamela |

| Arbitro: | Massa (Imperia) |

|                 |           |                                       |
| Lamela 22’, 24’ | Marcatori | 32’ Domizzi 50’, 88’ (rig.) Di Natale |

| Arbitro: | Damato (Barletta) |

|                                      |           |                     |
| Belfodil 34’ Parolo 37’ Zaccardo 65’ | Marcatori | 8’ Lamela 71’ Totti |

| Arbitro: | De Marco (Chiavari) |

|                                             |           |            |
| Totti 11’ Osvaldo 31’ Lamela 69’ Destro 79’ | Marcatori | 84’ Iličić |

| Arbitro: | Rocchi (Firenze) |

|                                  |           |                       |
| Candreva 37’ Klose 45’ Mauri 46’ | Marcatori | 11’ Lamela 86’ Pjanić |

| Arbitro: | Guida (Torre Annunziata) |

|                               |           |  |
| Osvaldo 71’ (rig.) Pjanić 86’ | Marcatori |  |

| Arbitro: | Gervasoni (Mantova) |

|  |           |           |
|  | Marcatori | 5’ Destro |

| Arbitro: | Mazzoleni (Bergamo) |

|          |           |                                |
| Neto 25’ | Marcatori | 63’, 90+1’ Destro 86’ Perrotta |

| Arbitro: | Banti (Livorno) |

|                                        |           |                               |
| Castán 7’ Totti 19’, 45+1’ Osvaldo 89’ | Marcatori | 14’ Roncaglia 46’ El Hamdaoui |

| Arbitro: | Bergonzi (Genova) |

|                |           |  |
| Pellissier 87’ | Marcatori |  |

| Arbitro: | Rocchi (Firenze) |

|                                          |           |                              |
| Burdisso 13’ Osvaldo 23’ Lamela 30’, 61’ | Marcatori | 87’ (rig.) Pazzini 88’ Bojan |

| Arbitro: | Tagliavento (Terni) |

|                                |           |             |
| Cavani 4’, 48’, 70’ Maggio 90’ | Marcatori | 72’ Osvaldo |

#### Girone di ritorno
| Arbitro: | Damato (Barletta) |

|           |           |  |
| Gómez 61’ | Marcatori |  |

| Arbitro: | Orsato (Schio) |

|                  |           |               |
| Totti 22’ (rig.) | Marcatori | 45+1’ Palacio |

| Arbitro: | Giannoccaro (Lecce) |

|                                           |           |                                        |
| Gilardino 17’ Gabbiadini 26’ Pasquato 54’ | Marcatori | 9’ Florenzi 18’ Osvaldo 74’ Tachtsidīs |

| Arbitro: | Romeo (Verona) |

|                           |           |                                                        |
| Totti 35’ Marquinho 90+3’ | Marcatori | 3’ Nainggolan 46’ (aut.) Goicoechea 53’ Sau 71’ Pisano |

| Arbitro: | Celi (Bari) |

|                                         |           |            |
| Estigarribia 56’ Sansone 73’ Icardi 77’ | Marcatori | 75’ Lamela |

| Arbitro: | Rocchi (Firenze) |

|           |           |  |
| Totti 58’ | Marcatori |  |

| Arbitro: | De Marco (Chiavari) |

|                |           |                                        |
| Livaja 8’, 44’ | Marcatori | 12’ Marquinho 34’ Pjanić 71’ Torosidīs |

| Arbitro: | Gervasoni (Mantova) |

|                                             |           |                      |
| Totti 16’ (rig.) Romagnoli 58’ Perrotta 88’ | Marcatori | 42’ (rig.) Borriello |

| Arbitro: | Guida (Torre Annunziata) |

|            |           |            |
| Muriel 62’ | Marcatori | 20’ Lamela |

| Arbitro: | Russo (Nola) |

|                     |           |  |
| Lamela 7’ Totti 70’ | Marcatori |  |

| Arbitro: | Calvarese (Teramo) |

|                        |           |  |
| Iličić 21’ Miccoli 35’ | Marcatori |  |

| Arbitro: | Mazzoleni (Bergamo) |

|                  |           |              |
| Totti 57’ (rig.) | Marcatori | 16’ Hernanes |

| Arbitro: | Romeo (Verona) |

|             |           |                        |
| Bianchi 31’ | Marcatori | 22’ Osvaldo 60’ Lamela |

| Arbitro: | Massa (Imperia) |

|            |           |             |
| Destro 51’ | Marcatori | 14’ Caprari |

| Arbitro: | Russo (Nola) |

|                                  |           |  |
| Osvaldo 14’, 41’, 67’ Lamela 16’ | Marcatori |  |

| Arbitro: | Mazzoleni (Bergamo) |

|  |           |               |
|  | Marcatori | 90+2’ Osvaldo |

| Arbitro: | Peruzzo (Schio) |

|  |           |             |
|  | Marcatori | 90’ Théréau |

| Milano 12 maggio 2013, ore 20:45 CEST 37ª giornata | Milan            | 0 – 0 referto | Roma | Stadio Giuseppe Meazza (50.983 spett.)\| Arbitro: \| Rocchi (Firenze) \| |
| Arbitro:                                           | Rocchi (Firenze) |               |      |                                                                          |

| Arbitro: | Banti (Livorno) |

|                          |           |            |
| Marquinho 47’ Destro 58’ | Marcatori | 84’ Cavani |

### Coppa Italia

#### Fase finale
| Arbitro: | Russo (Nola) |

|                                   |           |  |
| Pjanić 21’ Osvaldo 31’ Destro 51’ | Marcatori |  |

| Arbitro: | Rizzoli (Bologna) |

|  |           |            |
|  | Marcatori | 97’ Destro |

| Arbitro: | De Marco (Chiavari) |

|                         |           |             |
| Florenzi 13’ Destro 33’ | Marcatori | 44’ Palacio |

| Arbitro: | Bergonzi (Genova) |

|                          |           |                               |
| Jonathan 21’ Álvarez 80’ | Marcatori | 55’, 69’ Destro 74’ Torosidīs |

| Arbitro: | Orsato (Schio) |

|  |           |           |
|  | Marcatori | 71’ Lulić |

## Statistiche

### Statistiche di squadra
Di seguito le statistiche di squadra.
| Competizione | Punti | In casa | In casa | In casa | In casa | In casa | In casa | In trasferta | In trasferta | In trasferta | In trasferta | In trasferta | In trasferta | Totale | Totale | Totale | Totale | Totale | Totale | DR  |
| Competizione | Punti | G       | V       | N       | P       | Gf      | Gs      | G            | V            | N            | P            | Gf           | Gs           | G      | V      | N      | P      | Gf     | Gs     | DR  |
| ------------ | ----- | ------- | ------- | ------- | ------- | ------- | ------- | ------------ | ------------ | ------------ | ------------ | ------------ | ------------ | ------ | ------ | ------ | ------ | ------ | ------ | --- |
| Serie A      | 62    | 19      | 10      | 5       | 4       | 40      | 24      | 19           | 8            | 3            | 8            | 31           | 32           | 38     | 18     | 8      | 12     | 71     | 56     | +15 |
| Coppa Italia | -     | 3       | 2       | 0       | 1       | 5       | 2       | 2            | 2            | 0            | 0            | 4            | 2            | 5      | 4      | 0      | 1      | 9      | 4      | +5  |
| Totale       | -     | 21      | 12      | 5       | 5       | 45      | 26      | 21           | 10           | 3            | 8            | 35           | 34           | 43     | 22     | 8      | 13     | 80     | 60     | +20 |

### Andamento in campionato
| Giornata  | 1  | 2 | 3 | 4 | 5 | 6 | 7 | 8 | 9 | 10 | 11 | 12 | 13 | 14 | 15 | 16 | 17 | 18 | 19 | 20 | 21 | 22 | 23 | 24 | 25 | 26 | 27 | 28 | 29 | 30 | 31 | 32 | 33 | 34 | 35 | 36 | 37 | 38 |
| --------- | -- | - | - | - | - | - | - | - | - | -- | -- | -- | -- | -- | -- | -- | -- | -- | -- | -- | -- | -- | -- | -- | -- | -- | -- | -- | -- | -- | -- | -- | -- | -- | -- | -- | -- | -- |
| Luogo     | C  | T | C | T | C | T | C | T | C | T  | C  | T  | C  | T  | T  | C  | T  | C  | T  | T  | C  | T  | C  | T  | C  | T  | C  | T  | C  | T  | C  | T  | C  | C  | T  | C  | T  | C  |
| Risultato | N  | V | P | V | N | P | V | V | P | P  | V  | P  | V  | V  | V  | V  | P  | V  | P  | P  | N  | N  | P  | P  | V  | V  | V  | N  | V  | P  | N  | V  | N  | V  | V  | P  | N  | V  |
| Posizione | 10 | 6 | 7 | 5 | 6 | 7 | 5 | 5 | 6 | 7  | 6  | 7  | 6  | 6  | 6  | 5  | 6  | 6  | 6  | 6  | 7  | 8  | 8  | 9  | 8  | 8  | 7  | 7  | 6  | 7  | 7  | 5  | 6  | 5  | 5  | 6  | 7  | 6  |

Fonte:  Serie A – Classifiche, su sport.sky.it, Sky Sport. URL consultato il 12 aprile 2014 (archiviato dall'url originale l'11 settembre 2014).
Legenda:

Luogo: C = Casa; T = Trasferta. Risultato: V = Vittoria; N = Pareggio; P = Sconfitta.

## Giovanili

### Organigramma societario[10]
Area direttiva
- Responsabile Settore Giovanile: B. Conti

Pulcini 2003
- Allenatore: R. Rinaudo

Primavera
- Allenatore: A. De Rossi

Giovanissimi Nazionali 1998
- Allenatore: F. Coppitelli

Esordienti 2001
- Allenatore: A. Mattei

Allievi Nazionali 1996
- Allenatore: S. Tovalieri

Pulcini 2002
- Allenatore: P. Donadio

### Piazzamenti

#### Primavera
- Campionato: Quarti[11]
- Coppa Italia: Semifinali[12]
- Torneo di Viareggio: Ottavi[13]